# Genista ephedroides
La ginestra efedroide (Genista ephedroides DC., 1826) è una pianta appartenente alla famiglia delle Fabacee, endemica della Sardegna.

## Storia
Fu osservata per la prima volta crescere sulle coste della Sardegna da Martin Vahl che ne inviò un campione a Charles Louis L'Héritier de Brutelle, sotto il nome di Spartium radiatum. Ma L'Heritier, nel suo erbario, annotò che non si trattava di Sp. radiatum ma di una specie nuova. In seguito, il capitano Joseph-Francois Soleirol (1796-1863), botanico dilettante e appassionato raccoglitore di campioni di piante della Corsica, la  rinvenne nuovamente a Sardara, in Sardegna, e ne inviò un campione al de Candolle, ipotizzando potersi trattare di Genista umbellata, che invece è molto differente. Il de Candolle gli attribuì il nome Genista ephedroides per analogia con Ephedra distachya, della quale gli ricordava abbastanza bene il portamento.

## Descrizione
Ha un portamento di arbusto suffruticoso, dritto, molto ramoso; il fusto e i grossi rami sono cilindrici, glabri, striati e lunghi. I rami giovani sono rigidi, spinosi all'estremità, sprovvisti di strie, e coperti, come le foglie, di una leggera pubescenza, visibile alla lente d'ingrandimento; le foglie sono poco numerose, sessili, composte da tre foglioline lineari; le superiori ne esibiscono spesso una sola.
I fiori nascono lungo i rami superiori, al culmine di peduncoli cortissimi, solitari, tutti alterni, un po' scartati, disposti in spighe allungate e interrotte. Le brattee sono della lunghezza del pedicello, vale a dire poco meno di una ligne (circa 2,25 mm), oblunghe e semplici. Il calice è appena pubescente; i due lobi, o denti superiori, sono più corti e più separati; i tre inferiori sono più lunghi e più riuniti; tutti più acuti che nelle specie vicine. La corolla è quasi glabra, o almeno molto meno pelosa che nelle specie analoghe. Il vessillo è più corto della carena.
Il baccello è ovale, compresso, terminato in punta, coperto di peli setosi, al cui interno, a maturità, racchiude un solo seme.
Il numero cromosomico di G. ephedroides è 2n = 48.

## Distribuzione e habitat
Endemismo della Sardegna, Genista ephedroides cresce sulle zone costiere e i litorali dell'isola.